# Heggjabygda
Heggjabygda – wieś w zachodniej Norwegii, w okręgu Sogn og Fjordane, w gminie Eid. Wieś położona jest u ujścia rzeki Melheimselva, na południowym wybrzeżu jeziora Hornindalsvatnet, 10 km na wschód od miejscowości Mogrenda i około 22 km od Grodås. 
W Heggjabygde znajduje się kościół, który wybudowany został w 1936 roku.

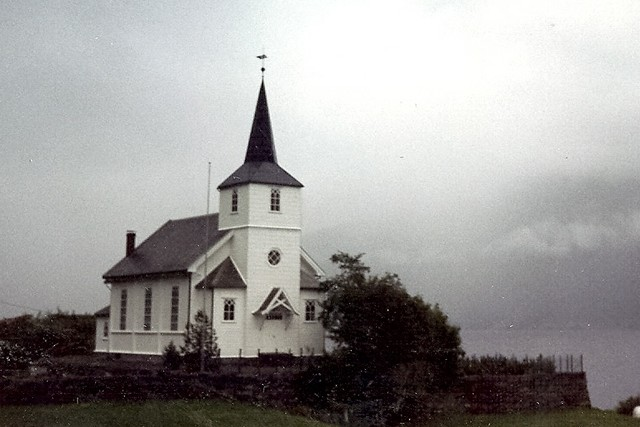
Kościół